# GOG.com
GOG.com (tidigare Good Old Games) är en internettjänst där användaren kan köpa och ladda ner datorspel digitalt. Den drivs av GOG Poland Sp. z o.o. vilket ägs av företaget CD Projekt, samma företag som äger CD Projekt Red vilket har skapat spel som säljs på GOG.com. En grundprincip bakom GOG.com är att alla spel ska vara helt DRM-fria. Detta innebär att efter användaren har laddat ned ett spel så finns det inga kontroller som kan verifiera ifall användaren bryter mot upphovsrättslagar genom att distribuera spelet vidare till andra.